# Bagne de Tataouine
Le bagne de Tataouine est un bagne militaire français ouvert jusqu'en 1938, année de l'abolition des bagnes français, à Tataouine (sud de la Tunisie).

## Historique
Il est réputé pour accueillir, dans des conditions particulièrement difficiles, des condamnés de droit commun et des soldats punis pour indiscipline. Ils intègrent alors les bataillons d'infanterie légère d'Afrique plus connus sous le surnom de bat’ d'Af’ ou de Joyeux. Deux explications peuvent être avancées concernant ce dernier surnom : l'une, positive, valorise un fort esprit de corps et distingue leur clique qui était particulièrement joyeuse. L'autre, négative et la plus répandue, ironise sur la réputation dure de soldats inspirant la terreur autour d'eux.
Ces soldats y subissent, outre un soleil implacable, le poids d'une double hiérarchie : celle des militaires et celle officieuse des caïds. De plus, ils sont affectés à la surveillance des tribus toujours promptes à s'agiter.
Ainsi, le bagne a très mauvaise réputation et sa notoriété fait qu'il est à l'origine d'expressions populaires telles que « aller à Tataouine », qui signifie aller se perdre au bout du monde, et « Tataouine-les-Bains » pour évoquer un endroit méprisé et sans intérêt.
C'est à Tataouine que Pierre Loutrel, dit Pierrot le Fou, a rencontré son comparse Jo Attia, en compagnie de qui (entre autres) il dirigera en 1946 le tristement célèbre gang des Tractions Avant.
Aujourd'hui, l'emplacement du bagne est occupé par une caserne de l'armée tunisienne qui peut être observée au sommet d'une colline depuis la route qui traverse Tataouine.
Il a servi de décor pour le tournage des films de Star Wars réalisé par George Lucas.